# Stöckte
Stöckte (en baix alemany Stöckt) és un poble del municipi de Winsen an der Luhe al districte d'Harburg a Baixa Saxònia a Alemanya. El 31 de juin de 2013 tenia 1868 habitants. Fins a la reorganització administrativa del 1972 era un municipi independent. És a les confluències de Luhe amb l'Ilmenau, que hi fa de frontera amb Hoopte, i d'aquest amb l'Elba.

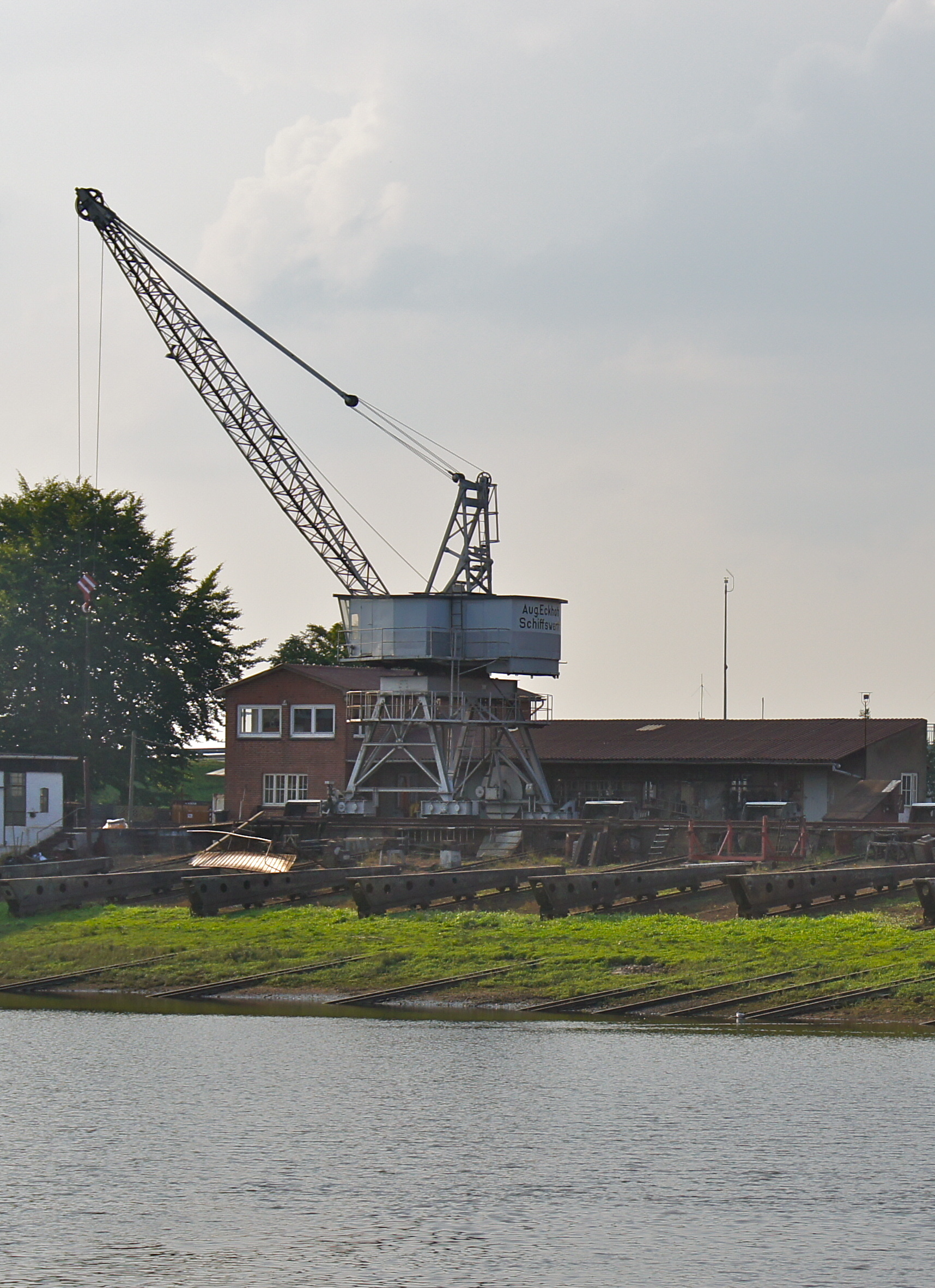
Grua de la drassana August Eckhoff

El primer esment escrit Stokede data de 1252. El 1972, el municipi fins aleshores independent va fusionar amb la ciutat de Winsen an der Luhe. La principal activitat econòmica és l'agricultura: conreu de blat, floriculltura i horticultura. Antigament, el gra es transportava des del port, al qual antigament, hi havia tres drassanes, de les quals el 2002 només una queda actiu: la drassana August Eckhoff, que es dedica principalment a la reparació i el manteniment.
Llocs d'interès
- El Port de Stöckte
- Els senders per a vianants lents al marge de l'Elba, Ilmenau i Luhe
- El seguici de carnaval del Faslam, el diumenge abans el dimarts de Carnaval de Stöckte cap a Winsen i retorn té un èxit supraregional i atreu fins a cinquanta mil visitants.[2]